# Elecciones municipales de Italia de 2022
Las elecciones municipales de Italia de 2022 se celebraron el domingo 12 de junio y la segunda vuelta se celebró el 26 de junio. Las elecciones en Trentino-Alto Adigio se celebraron el 15 de mayo, con una segunda vuelta el 29 de mayo, mientras que las elecciones en el Valle de Aosta se celebraron el 29 de mayo, con una segunda vuelta el 12 de junio. Las elecciones se realizaron en 980 de los 7904 municipios, 26 de los cuales son capitales de provincia. Los alcaldes y concejales serán elegidos por los períodos ordinarios de cinco años, hasta 2027.
El mismo día (12 de junio) se realizaron a nivel nacional cinco referéndums derogatorios.

## Sistema de votación
El sistema de votación se utiliza para todas las elecciones de alcaldes en Italia en las ciudades con una población superior a 15.000 habitantes. Bajo este sistema, los electores expresan una elección directa por el alcalde o una elección indirecta por el partido de la coalición del candidato. Si ningún candidato recibe el 50% de los votos durante la primera vuelta, los dos mejores candidatos pasan a una segunda vuelta después de dos semanas. El candidato ganador obtiene una bonificación mayoritaria equivalente al 60% de los escaños. Durante la primera vuelta, si ningún candidato obtiene más del 50% de los votos pero una coalición de listas obtiene la mayoría del 50% de los votos o si el alcalde es elegido en la primera vuelta pero su coalición obtiene menos del 40% de los votos válidos , el bono mayoritario no puede ser asignado a la coalición del candidato a alcalde ganador.
La elección del Concejo Municipal se basa en la elección directa del candidato con un máximo de dos votos preferenciales , cada uno por un género diferente, pertenecientes a la misma lista partidaria: resulta elegido el candidato con la mayoría de las preferencias. El número de escaños para cada partido se determina proporcionalmente, utilizando la asignación de escaños D'Hondt. Solo las coaliciones con más del 3% de los votos son elegibles para obtener algún escaño

## Resultados

### Resultados de las elecciones a la alcaldía
| Ciudades                                                                             | Población |                                   | Alcalde titular | Partido | Partido | Coalición | Coalición            |  | Alcalde electo | Partido | Partido   | Coalición | Coalición | Escaños |
| ------------------------------------------------------------------------------------ | --------- | --------------------------------- | --------------- | ------- | ------- | --------- | -------------------- |  | -------------- | ------- | --------- | --------- | --------- | ------- |
| Alessandria                                                                          | 91 089    | Gianfranco Cuttica di Revigliasco |                 | Liga    |         | CDX       | Giorgio Abonante     |  | PD             |         | CSX       | 20/32     |           |         |
| Asti                                                                                 | 74 065    | Maurizio Rasero                   |                 | FI      |         | CDX       | Maurizio Rasero      |  | FI             |         | CDX       | 20/32     |           |         |
| Barletta                                                                             | 92 787    | Francesco Alecci                  |                 | Ninguno |         | Ninguna   | Cosimo Cannito       |  | Ind.           |         | CDX       | 20/32     |           |         |
| Belluno                                                                              | 35 522    | Jacopo Massaro                    |                 | Ind.    |         | L. cívica | Oscar De Pellegrin   |  | Ind.           |         | CDX       | 20/32     |           |         |
| Catanzaro                                                                            | 86 183    | Sergio Abramo                     |                 | CI      |         | CDX       | Nicola Fiorita       |  | PD             |         | CSX       | 9/32      |           |         |
| Como                                                                                 | 84 250    | Mario Landriscina                 |                 | Ind.    |         | CDX       | Alessandro Rapinese  |  | Ind.           |         | L. cívica | 20/32     |           |         |
| Cuneo                                                                                | 55 822    | Federico Borgna                   |                 | Ind.    |         | CSX       | Patrizia Manassero   |  | PD             |         | CSX       | 20/32     |           |         |
| Frosinone                                                                            | 44 491    | Nicola Ottaviani                  |                 | Liga    |         | CDX       | Riccardo Mastrangeli |  | FI             |         | CDX       | 20/32     |           |         |
| Genova                                                                               | 566 410   | Marco Bucci                       |                 | Ind.    |         | CDX       | Marco Bucci          |  | Ind.           |         | CDX       | 24/40     |           |         |
| Gorizia                                                                              | 34 087    | Rodolfo Ziberna                   |                 | FI      |         | CDX       | Rodolfo Ziberna      |  | FI             |         | CDX       | 24/40     |           |         |
| L'Aquila                                                                             | 69 349    | Pierluigi Biondi                  |                 | FdI     |         | CDX       | Pierluigi Biondi     |  | FdI            |         | CDX       | 20/32     |           |         |
| La Spezia                                                                            | 92 441    | Pierluigi Peracchini              |                 | CI      |         | CDX       | Pierluigi Peracchini |  | CI             |         | CDX       | 20/32     |           |         |
| Lodi                                                                                 | 44 815    | Sara Casanova                     |                 | Liga    |         | CDX       | Andrea Furegato      |  | PD             |         | CSX       | 20/32     |           |         |
| Lucca                                                                                | 89 378    | Alessandro Tambellini             |                 | PD      |         | CSX       | Mario Pardini        |  | Ind.           |         | CDX       | 20/32     |           |         |
| Messina                                                                              | 222 329   | Leonardo Santoro                  |                 | Ninguno |         | Ninguna   | Federico Basile      |  | Ind.           |         | Derecha   | 20/32     |           |         |
| Monza                                                                                | 122 522   | Dario Allevi                      |                 | FI      |         | CDX       | Paolo Pilotto        |  | Ind.           |         | CSX       | 20/32     |           |         |
| Oristano                                                                             | 30 723    | Andrea Lutzu                      |                 | FdI     |         | CDX       | Massimiliano Sanna   |  | RS             |         | CDX       | 15/24     |           |         |
| Padova                                                                               | 209 730   | Sergio Giordani                   |                 | Ind.    |         | CSX       | Sergio Giordani      |  | Ind.           |         | CSX       | 20/32     |           |         |
| Palermo                                                                              | 637 885   | Leoluca Orlando                   |                 | PD      |         | CSX       | Roberto Lagalla      |  | UdC            |         | CDX       | 24/40     |           |         |
| Parma                                                                                | 195 998   | Federico Pizzarotti               |                 | EP      |         | L. cívica | Michele Guerra       |  | PD             |         | CSX       | 20/32     |           |         |
| Piacenza                                                                             | 102 731   | Patrizia Barbieri                 |                 | Ind.    |         | CDX       | Katia Tarasconi      |  | PD             |         | CSX       | 20/32     |           |         |
| Pistoia                                                                              | 89 729    | Alessandro Tomasi                 |                 | FdI     |         | CDX       | Alessandro Tomasi    |  | FdI            |         | CDX       | 20/32     |           |         |
| Rieti                                                                                | 45 907    | Antonio Cicchetti                 |                 | FI      |         | CDX       | Daniele Sinibaldi    |  | FdI            |         | CDX       | 20/32     |           |         |
| Taranto                                                                              | 190 717   | Vincenzo Cardellicchio            |                 | Ninguno |         | Ninguna   | Rinaldo Melucci      |  | PD             |         | CSX       | 20/32     |           |         |
| Verona                                                                               | 258 031   | Federico Sboarina                 |                 | FdI     |         | CDX       | Damiano Tommasi      |  | Ind.           |         | CSX       | 22/32     |           |         |
| Viterbo                                                                              | 66 113    | Antonella Scolamiero              |                 | Ninguno |         | Ninguna   | Chiara Frontini      |  | Ind.           |         | L. cívica | 20/32     |           |         |
| Fuente: Ministerio del Interior Archivado el 13 de junio de 2022 en Wayback Machine. |           |                                   |                 |         |         |           |                      |  |                |         |           |           |           |         |